# Axel Lange
Axel Lange (født 4. december 1871, død 13. februar 1941) var en dansk hortonom, søn af Johan Lange.
Lange tog havebrugseksamen 1893 og gennemgik videre uddannelse i udlandet, særlig i botaniske haver. Fra november 1902 var han gartner ved universitetets botaniske have i København, hvor han udførte forskellige forbedringer, især med hensyn til stenpartierne og disses plantebestand. Sammen med Svend Bruun redigerede Lange Danmarks Havebrug og Gartneri til Aar 1919 (1920) og skrev deri om havebruget i 16., 17. og 18. århundrede, botaniske haver og havebrugslitteraturen. Han har også skrevet om stenhøjsplanter, vandplanter, hængeplanter og moseplanter. 
Axel Lange fik i 1943 en Begonia opkaldt efter sig.